# Neolestremia longipalpia
Neolestremia longipalpia är en tvåvingeart som beskrevs av Deshpande, Shaikh och Sharma 2002. Neolestremia longipalpia ingår i släktet Neolestremia och familjen gallmyggor.
Artens utbredningsområde är Maharashtra (Indien). Inga underarter finns listade i Catalogue of Life.